# Mas Rocafiguera
El Mas Rocafiguera és una masia gòtica de Sora (Osona), inclosa a l'Inventari del Patrimoni Arquitectònic de Catalunya.

## Història
Es va refondre amb el mas Gueralda de Joanet, i posteriorment s'anà convertint en una de les masies més fortes del terme de Sora, absorbint els terrenys del Mas Artigues i Comes. Modernament va absorbir també la propietat de Duocastella.
Al segle xviii, els Rocafiguera van adquirir rang de noblesa i des del segle xix residien en un gran casal al carrer dels Caçadors de Vic.

## Descripció
És un gran casal cobert amb teulada a dues vessants i orientat a l'est. L'edificació es feu en diferents etapes, formant un gran conjunt de construccions.
A la façana principal del cos central hi ha un rellotge de sol datat el 1671 i en una porta que dona a una galeria a la façana esquerra hi ha una llinda datada del 1693.
A la banda esquerra de la casa hi ha una lliça en forma rectangular amb pedra treballada. A la façana esquerra hi ha un portal amb motius gòtics. La part més antiga és la de la dreta i posterior on es troba una capella dedicada a Sant Joan, coneguda des del 1686.
Al davant hi ha una gran cabana amb una volta de pedra superposada.